# سالم القاضي
سالم القاضي (بالفرنسية: Salim Al-Kadi)‏ مهندس معماري ومصمم لبناني. حصل سنة 2004 على شهادة بكالوريوس في الهندسة المعمارية من الجامعة الأمريكية في بيروت، كما حصل على شهادة الماجستير من جامعة كولومبيا. قام بتصميم أول كوفية مضادة للرصاص سنة 2016، حيث حصلت على ثناء واسع النطاق وتم عرضها في عام 2017 في متحف الفن الحديث في مدينة نيويورك بالولايات المتحدة الأمريكية.
القاضي محاضر أول في قسم التصميم المعماري والجرافيكي في الجامعة الأمريكية في بيروت، وهو أيضا عضو مؤسس في تجمّع «سجلّ» الفني إلى جانب المعماري خالد مصل، والفنانين ألفريد طرزي وجنى طرابلسي منذ 2014. يسمى مكتب العمارة الخاص به باسم (BAO) نسبة إلى (مكتب بيروت المعماري).

## من أعماله
- تنقيب السماء، معرض العمارة الدولي الرابع عشر في البندقية بعنوان "Fundamentals". بادارة ريم كولهاس، 2014 [5][6]
- القدرة الكهربائية في سوريا، بينالي مراكش الدولي السادس: «لا جديد الآن». بتقييم ريم فضة، 2016 [3][7][8]
- الثورة مرآة، الخرسانة (السركال أفينيو)، دبي: «سوريا: إلى النور». بتقييم منى الأتاسي، 2017.[9]